# Maxime Renaux
Maxime Renaux   (Sedan, 17 de maig de 2000) és un pilot de motocròs francès que va ser Campió del món de MX2 la temporada del 2021. Dins el seu palmarès hi ha també sengles Campionats del món i de França júnior en 125cc (2015) i un Campionat d'Itàlia de MX2 (2020).

## Trajectòria esportiva
Renaux va debutar el 2014 al Campionat d'Europa de motocròs en la classe EMX125 tot corrent-ne algunes curses amb Yamaha i va acabar-hi vint-i-tresè. El 2015, en què va disputar-ne la temporada sencera, hi va acabar tercer. El 2016 va passar a la classe EMX250, però es va lesionar a començament de temporada. Aquell any va debutar al Campionat del Món de MX2 i va aconseguir sumar-hi algun punt.
La temporada del 2017, Renaux va patir diverses lesions que el van mantenir inactiu bona part de l'any. El 2018, ja recuperat, va tornar a córrer la temporada completa a l'europeu EMX250, tot i que va tornar a patir lesions i va acabar dotzè a la classificació final. Quan s'ho podia combinar, va participar també al Campionat del Món de MX2, on va anotar alguns punts.
El 2019 va passar a competir a temps complet al mundial de MX2. Després d'una temporada regular i diversos podis, va acabar la temporada en setena posició. Va ser seleccionat per primera vegada per al Motocròs de les Nacions amb l'equip estatal francès.
El 2020 va guanyar el primer Gran Premi de la seva carrera i va quedar tercer a la classificació final del mundial de MX2, darrere de Tom Vialle i Jago Geerts. Després d'aquesta temporada, Renaux va rebre el "Premi Jan de Groot", atorgat al millor pilot entre els joves.
De cara a la temporada del 2021, Renaux va fitxar per l'equip de fàbrica de Yamaha, liderat per l'antic pilot de motocròs Marnicq Bervoets, com a company de Jago Geerts. Aquell any, Maxime Renaux guanyà el títol mundial. El 2023 va formar part de la selecció francesa que guanyà el Motocròs de les Nacions.

## Palmarès al Campionat del Món
A 6 de desembre de 2024
Font:
| Any  | Motocicleta | MXGP | MX2 |
| ---- | ----------- | ---- | --- |
| 2016 | Yamaha      | -    | 54è |
| 2017 | Yamaha      | -    | 32è |
| 2018 | Yamaha      | -    | -   |
| 2019 | Yamaha      | -    | 7è  |
| 2020 | Yamaha      | -    | 3r  |
| 2021 | Yamaha      | -    | 1r  |
| 2022 | Yamaha      | 4t   | -   |
| 2023 | Yamaha      | 10è  | -   |
| 2024 | Yamaha      | 17è  | -   |

#### Resultats per Gran Premi
(Llegenda)
| Any Campionat | Rda 1 | Rda 2 | Rda 3 | Rda 4 | Rda 5 | Rda 6 | Rda 7 | Rda 8 | Rda 9 | Rda 10 | Rda 11 | Rda 12 | Rda 13 | Rda 14 | Rda 15 | Rda 16 | Rda 17 | Rda 18 | Rda 19 | Posició mitjana | % Podis | Posició |
| ------------- | ----- | ----- | ----- | ----- | ----- | ----- | ----- | ----- | ----- | ------ | ------ | ------ | ------ | ------ | ------ | ------ | ------ | ------ | ------ | --------------- | ------- | ------- |
| 2020 MX2      | 11    | 2     | 7     | 5     | 5     | 1     | 2     | 9     | 4     | 4      | 14     | 5      | 4      | 5      | 3      | 5      | 4      | 3      | -      | 5,17            | 28%     | 3r      |
| 2021 MX2      | 6     | 1     | 2     | 4     | 2     | 3     | 1     | 2     | 2     | 2      | 1      | 3      | 1      | 8      | 5      | 1      | 2      | 2      | -      | 2,66            | 78%     | 1r      |
| 2022 MXGP     | 4     | 2     | 2     | 11    | 2     | 5     | 3     | 4     | 1     | 8      | OUT    | OUT    | 2      | 6      | 8      | 3      | 5      | 4      | -      | 4,37            | 44%     | 4t      |
| 2023 MXGP     | 6     | 4     | 1     | 2     | 10    | OUT   | OUT   | OUT   | OUT   | OUT    | OUT    | OUT    | OUT    | OUT    | 6      | 6      | 3      | 16     | DNS    | 6,00            | 33%     | 10è     |
| 2024 MXGP     | 5     | 11    | OUT   | OUT   | OUT   | OUT   | OUT   | OUT   | OUT   | OUT    | OUT    | OUT    | OUT    | OUT    | OUT    | 6      | 5      | 12     | 9      | 8,00            | -       | 17è     |